# Rögbi a nyári olimpiai játékokon
A nyári olimpiai játékokon a rögbi négy alkalommal szerepelt a programban. Először 1900-ban Párizsban, majd 1908-ban, 1920-ban, és 1924-ben volt az olimpia műsorán.
2009-ben a Nemzetközi Olimpiai Bizottság úgy döntött, hogy a hétfős rögbi felkerül a 2016-os, Rio de Janeiróban rendezendő nyári olimpia műsorára. 2016-ban rendeztek először női versenyszámot.

## Versenyszámok
A zöld kör () azt jelenti, hogy az adott évben megrendezték a versenyszámot.
| Versenyszám         | Az olimpia évének utolsó két számjegye | Az olimpia évének utolsó két számjegye | Az olimpia évének utolsó két számjegye | Az olimpia évének utolsó két számjegye | Az olimpia évének utolsó két számjegye | Az olimpia évének utolsó két számjegye | Az olimpia évének utolsó két számjegye | Az olimpia évének utolsó két számjegye | Az olimpia évének utolsó két számjegye | Az olimpia évének utolsó két számjegye | Verseny- számok száma |
| Versenyszám         | 96                                     | 00                                     | 04                                     | 08                                     | 12                                     | 20                                     | 24                                     | 16                                     | 20                                     | 24                                     | Verseny- számok száma |
| ------------------- | -------------------------------------- | -------------------------------------- | -------------------------------------- | -------------------------------------- | -------------------------------------- | -------------------------------------- | -------------------------------------- | -------------------------------------- | -------------------------------------- | -------------------------------------- | --------------------- |
| férfi               |                                        |                                        |                                        |                                        |                                        |                                        |                                        |                                        |                                        |                                        | 7                     |
| női                 |                                        |                                        |                                        |                                        |                                        |                                        |                                        |                                        |                                        |                                        | 3                     |
| Versenyszámok száma | 0                                      | 1                                      | 0                                      | 1                                      | 0                                      | 1                                      | 1                                      | 2                                      | 2                                      | 2                                      | 10                    |

## Összesített éremtáblázat
(Az egyes számoszlopok legmagasabb értéke, vagy értékei vastagítással kiemelve.)
| A nyári olimpiai játékok összesített éremtáblázata rögbiben | A nyári olimpiai játékok összesített éremtáblázata rögbiben | A nyári olimpiai játékok összesített éremtáblázata rögbiben | A nyári olimpiai játékok összesített éremtáblázata rögbiben | A nyári olimpiai játékok összesített éremtáblázata rögbiben | Olimpia  |
| ----------------------------------------------------------- | ----------------------------------------------------------- | ----------------------------------------------------------- | ----------------------------------------------------------- | ----------------------------------------------------------- | -------- |
|                                                             | Ország                                                      | Arany                                                       | Ezüst                                                       | Bronz                                                       | Összesen |
| 1.                                                          | Franciaország                                               | 2                                                           | 3                                                           | 0                                                           | 5        |
| 2.                                                          | Új-Zéland                                                   | 2                                                           | 2                                                           | 0                                                           | 4        |
| 3.                                                          | Fidzsi-szigetek                                             | 2                                                           | 1                                                           | 1                                                           | 4        |
| 4.                                                          | Egyesült Államok                                            | 2                                                           | 0                                                           | 1                                                           | 3        |
| 5.                                                          | Ausztrálázsia                                               | 1                                                           | 0                                                           | 0                                                           | 1        |
| 5.                                                          | Ausztrália                                                  | 1                                                           | 0                                                           | 0                                                           | 1        |
|                                                             |                                                             |                                                             |                                                             |                                                             |          |
| 7.                                                          | Nagy-Britannia                                              | 0                                                           | 3                                                           | 0                                                           | 3        |
| 8.                                                          | Kanada                                                      | 0                                                           | 1                                                           | 1                                                           | 2        |
| 9.                                                          | Németország                                                 | 0                                                           | 1                                                           | 0                                                           | 1        |
|                                                             |                                                             |                                                             |                                                             |                                                             |          |
| 10.                                                         | Dél-afrikai Unió                                            | 0                                                           | 0                                                           | 2                                                           | 2        |
| 11.                                                         | Argentína                                                   | 0                                                           | 0                                                           | 1                                                           | 1        |
| 11.                                                         | Románia                                                     | 0                                                           | 0                                                           | 1                                                           | 1        |
|                                                             |                                                             |                                                             |                                                             |                                                             |          |
| Összesen                                                    | Összesen                                                    | 10                                                          | 11                                                          | 7                                                           | 28       |

## Férfi

### Részt vevő nemzetek
| Nemzet                 | 96 | 00        | 04 | 08        | 12 | 20        | 24        | 28 | 32 | 36 | 48 | 52 | 56 | 60 | 64 | 68 | 72 | 76 | 80 | 84 | 88 | 92 | 96 | 00 | 04 | 08 | 12 | 16        | 20        | 24        | Összesen |
| ---------------------- | -- | --------- | -- | --------- | -- | --------- | --------- | -- | -- | -- | -- | -- | -- | -- | -- | -- | -- | -- | -- | -- | -- | -- | -- | -- | -- | -- | -- | --------- | --------- | --------- | -------- |
| Argentína (ARG)        |    |           |    |           |    |           |           |    |    |    |    |    |    |    |    |    |    |    |    |    |    |    |    |    |    |    |    | 6         | Bronzérem | 7         | 3        |
| Ausztrálázsia (ANZ)    |    |           |    | Aranyérem |    |           |           |    |    |    |    |    |    |    |    |    |    |    |    |    |    |    |    |    |    |    |    |           |           |           | 1        |
| Ausztrália (AUS)       |    |           |    |           |    |           |           |    |    |    |    |    |    |    |    |    |    |    |    |    |    |    |    |    |    |    |    | 8         | 7         | 4         | 3        |
| Brazília (BRA)         |    |           |    |           |    |           |           |    |    |    |    |    |    |    |    |    |    |    |    |    |    |    |    |    |    |    |    | 12        |           |           | 1        |
| Dél-afrikai Unió (RSA) |    |           |    |           |    |           |           |    |    |    |    |    |    |    |    |    |    |    |    |    |    |    |    |    |    |    |    | Bronzérem | 5         | Bronzérem | 3        |
| Dél-Korea (KOR)        |    |           |    |           |    |           |           |    |    |    |    |    |    |    |    |    |    |    |    |    |    |    |    |    |    |    |    |           | 12        |           | 1        |
| Egyesült Államok (USA) |    |           |    |           |    | Aranyérem | Aranyérem |    |    |    |    |    |    |    |    |    |    |    |    |    |    |    |    |    |    |    |    | 9         | 6         | 8         | 5        |
| Fidzsi-szigetek (FIJ)  |    |           |    |           |    |           |           |    |    |    |    |    |    |    |    |    |    |    |    |    |    |    |    |    |    |    |    | Aranyérem | Aranyérem | Ezüstérem | 3        |
| Franciaország (FRA)    |    | Aranyérem |    |           |    | Ezüstérem | Ezüstérem |    |    |    |    |    |    |    |    |    |    |    |    |    |    |    |    |    |    |    |    | 7         |           | Aranyérem | 5        |
| Írország (IRL)         |    |           |    |           |    |           |           |    |    |    |    |    |    |    |    |    |    |    |    |    |    |    |    |    |    |    |    |           | 10        | 6         | 2        |
| Japán (JPN)            |    |           |    |           |    |           |           |    |    |    |    |    |    |    |    |    |    |    |    |    |    |    |    |    |    |    |    | 4         | 11        | 12        | 3        |
| Kanada (CAN)           |    |           |    |           |    |           |           |    |    |    |    |    |    |    |    |    |    |    |    |    |    |    |    |    |    |    |    |           | 8         |           | 1        |
| Kenya (KEN)            |    |           |    |           |    |           |           |    |    |    |    |    |    |    |    |    |    |    |    |    |    |    |    |    |    |    |    | 11        | 9         | 9         | 3        |
| Nagy-Britannia (GBR)   |    | Ezüstérem |    | Ezüstérem |    |           |           |    |    |    |    |    |    |    |    |    |    |    |    |    |    |    |    |    |    |    |    | Ezüstérem | 4         |           | 4        |
| Németország (GER)      |    | Ezüstérem |    |           |    |           |           |    |    |    |    |    |    |    |    |    |    |    |    |    |    |    |    |    |    |    |    |           |           |           | 1        |
| Románia (ROU)          |    |           |    |           |    |           | Bronzérem |    |    |    |    |    |    |    |    |    |    |    |    |    |    |    |    |    |    |    |    |           |           |           | 1        |
| Spanyolország (ESP)    |    |           |    |           |    |           |           |    |    |    |    |    |    |    |    |    |    |    |    |    |    |    |    |    |    |    |    | 10        |           |           | 1        |
| Szamoa (SAM)           |    |           |    |           |    |           |           |    |    |    |    |    |    |    |    |    |    |    |    |    |    |    |    |    |    |    |    |           |           | 10        | 1        |
| Uruguay (URU)          |    |           |    |           |    |           |           |    |    |    |    |    |    |    |    |    |    |    |    |    |    |    |    |    |    |    |    |           |           | 11        | 1        |
| Új-Zéland (NZL)        |    |           |    |           |    |           |           |    |    |    |    |    |    |    |    |    |    |    |    |    |    |    |    |    |    |    |    | 5         | Ezüstérem | 5         | 3        |
|                        |    |           |    |           |    |           |           |    |    |    |    |    |    |    |    |    |    |    |    |    |    |    |    |    |    |    |    |           |           |           |          |
| Nemzetek               |    | 3         |    | 2         |    | 2         | 3         |    |    |    |    |    |    |    |    |    |    |    |    |    |    |    |    |    |    |    |    | 12        | 12        | 12        | 20       |
| Évek                   | 96 | 00        | 04 | 08        | 12 | 20        | 24        | 28 | 32 | 36 | 48 | 52 | 56 | 60 | 64 | 68 | 72 | 76 | 80 | 84 | 88 | 92 | 96 | 00 | 04 | 08 | 12 | 16        | 20        | 24        | 7        |

### Éremtáblázat
(Az egyes számoszlopok legmagasabb értéke, vagy értékei vastagítással kiemelve.)
| A nyári olimpiai játékok férfi éremtáblázata rögbiben | A nyári olimpiai játékok férfi éremtáblázata rögbiben | A nyári olimpiai játékok férfi éremtáblázata rögbiben | A nyári olimpiai játékok férfi éremtáblázata rögbiben | A nyári olimpiai játékok férfi éremtáblázata rögbiben | Olimpia  |
| ----------------------------------------------------- | ----------------------------------------------------- | ----------------------------------------------------- | ----------------------------------------------------- | ----------------------------------------------------- | -------- |
|                                                       | Ország                                                | Arany                                                 | Ezüst                                                 | Bronz                                                 | Összesen |
| 1.                                                    | Franciaország                                         | 2                                                     | 2                                                     | 0                                                     | 4        |
| 2.                                                    | Fidzsi-szigetek                                       | 2                                                     | 1                                                     | 0                                                     | 3        |
| 3.                                                    | Egyesült Államok                                      | 2                                                     | 0                                                     | 0                                                     | 2        |
| 4.                                                    | Ausztrálázsia                                         | 1                                                     | 0                                                     | 0                                                     | 1        |
|                                                       |                                                       |                                                       |                                                       |                                                       |          |
| 5.                                                    | Nagy-Britannia                                        | 0                                                     | 3                                                     | 0                                                     | 3        |
| 6.                                                    | Németország                                           | 0                                                     | 1                                                     | 0                                                     | 1        |
| 6.                                                    | Új-Zéland                                             | 0                                                     | 1                                                     | 0                                                     | 1        |
|                                                       |                                                       |                                                       |                                                       |                                                       |          |
| 8.                                                    | Dél-afrikai Unió                                      | 0                                                     | 0                                                     | 2                                                     | 2        |
| 9.                                                    | Argentína                                             | 0                                                     | 0                                                     | 1                                                     | 1        |
| 9.                                                    | Románia                                               | 0                                                     | 0                                                     | 1                                                     | 1        |
|                                                       |                                                       |                                                       |                                                       |                                                       |          |
| Összesen                                              | Összesen                                              | 7                                                     | 8                                                     | 4                                                     | 19       |

## Női

### Részt vevő nemzetek
| Nemzet                                                           | 96 | 00 | 04 | 08 | 12 | 20 | 24 | 28 | 32 | 36 | 48 | 52 | 56 | 60 | 64 | 68 | 72 | 76 | 80 | 84 | 88 | 92 | 96 | 00 | 04 | 08 | 12 | 16        | 20        | 24        | Összesen |
| ---------------------------------------------------------------- | -- | -- | -- | -- | -- | -- | -- | -- | -- | -- | -- | -- | -- | -- | -- | -- | -- | -- | -- | -- | -- | -- | -- | -- | -- | -- | -- | --------- | --------- | --------- | -------- |
| Ausztrália (AUS)                                                 |    |    |    |    |    |    |    |    |    |    |    |    |    |    |    |    |    |    |    |    |    |    |    |    |    |    |    | Aranyérem | 5         | 4         | 3        |
| Brazília (BRA)                                                   |    |    |    |    |    |    |    |    |    |    |    |    |    |    |    |    |    |    |    |    |    |    |    |    |    |    |    | 9         | 11        | 10        | 3        |
| Dél-afrikai Unió (RSA)                                           |    |    |    |    |    |    |    |    |    |    |    |    |    |    |    |    |    |    |    |    |    |    |    |    |    |    |    |           |           | 11        | 1        |
| Egyesült Államok (USA)                                           |    |    |    |    |    |    |    |    |    |    |    |    |    |    |    |    |    |    |    |    |    |    |    |    |    |    |    | 5         | 6         | Bronzérem | 3        |
| Fidzsi-szigetek (FIJ)                                            |    |    |    |    |    |    |    |    |    |    |    |    |    |    |    |    |    |    |    |    |    |    |    |    |    |    |    | 8         | Bronzérem | 12        | 3        |
| Franciaország (FRA)                                              |    |    |    |    |    |    |    |    |    |    |    |    |    |    |    |    |    |    |    |    |    |    |    |    |    |    |    | 6         | Ezüstérem | 5         | 3        |
| Írország (IRL)                                                   |    |    |    |    |    |    |    |    |    |    |    |    |    |    |    |    |    |    |    |    |    |    |    |    |    |    |    |           |           | 8         | 1        |
| Japán (JPN)                                                      |    |    |    |    |    |    |    |    |    |    |    |    |    |    |    |    |    |    |    |    |    |    |    |    |    |    |    | 10        | 12        | 9         | 3        |
| Kanada (CAN)                                                     |    |    |    |    |    |    |    |    |    |    |    |    |    |    |    |    |    |    |    |    |    |    |    |    |    |    |    | Bronzérem | 9         | Ezüstérem | 3        |
| Kenya (KEN)                                                      |    |    |    |    |    |    |    |    |    |    |    |    |    |    |    |    |    |    |    |    |    |    |    |    |    |    |    | 11        | 10        |           | 2        |
| Kína (CHN)                                                       |    |    |    |    |    |    |    |    |    |    |    |    |    |    |    |    |    |    |    |    |    |    |    |    |    |    |    |           | 7         | 6         | 2        |
| Kolumbia (COL)                                                   |    |    |    |    |    |    |    |    |    |    |    |    |    |    |    |    |    |    |    |    |    |    |    |    |    |    |    | 12        |           |           | 1        |
| Nagy-Britannia (GBR)                                             |    |    |    |    |    |    |    |    |    |    |    |    |    |    |    |    |    |    |    |    |    |    |    |    |    |    |    | 4         | 4         | 7         | 3        |
| Oroszország (RUS) · Az Orosz Olimpiai Bizottság versenyzői (ROC) |    |    |    |    |    |    |    |    |    |    |    |    |    |    |    |    |    |    |    |    |    |    |    |    |    |    |    |           | 8         |           | 1        |
| Spanyolország (ESP)                                              |    |    |    |    |    |    |    |    |    |    |    |    |    |    |    |    |    |    |    |    |    |    |    |    |    |    |    | 7         |           |           | 1        |
| Új-Zéland (NZL)                                                  |    |    |    |    |    |    |    |    |    |    |    |    |    |    |    |    |    |    |    |    |    |    |    |    |    |    |    | Ezüstérem | Aranyérem | Aranyérem | 3        |
|                                                                  |    |    |    |    |    |    |    |    |    |    |    |    |    |    |    |    |    |    |    |    |    |    |    |    |    |    |    |           |           |           |          |
| Nemzetek                                                         |    |    |    |    |    |    |    |    |    |    |    |    |    |    |    |    |    |    |    |    |    |    |    |    |    |    |    | 12        | 12        | 12        | 16       |
| Évek                                                             | 96 | 00 | 04 | 08 | 12 | 20 | 24 | 28 | 32 | 36 | 48 | 52 | 56 | 60 | 64 | 68 | 72 | 76 | 80 | 84 | 88 | 92 | 96 | 00 | 04 | 08 | 12 | 16        | 20        | 24        | 3        |

1. ↑  A 2020. évi nyári olimpiai játékokon az orosz versenyzők az Orosz Olimpiai Bizottság versenyzőiként szerepeltek.

### Éremtáblázat
(Az egyes számoszlopok legmagasabb értéke, vagy értékei vastagítással kiemelve.)
| A nyári olimpiai játékok női éremtáblázata rögbiben | A nyári olimpiai játékok női éremtáblázata rögbiben | A nyári olimpiai játékok női éremtáblázata rögbiben | A nyári olimpiai játékok női éremtáblázata rögbiben | A nyári olimpiai játékok női éremtáblázata rögbiben | Olimpia  |
| --------------------------------------------------- | --------------------------------------------------- | --------------------------------------------------- | --------------------------------------------------- | --------------------------------------------------- | -------- |
|                                                     | Ország                                              | Arany                                               | Ezüst                                               | Bronz                                               | Összesen |
| 1.                                                  | Új-Zéland                                           | 2                                                   | 1                                                   | 0                                                   | 3        |
| 2.                                                  | Ausztrália                                          | 1                                                   | 0                                                   | 0                                                   | 1        |
|                                                     |                                                     |                                                     |                                                     |                                                     |          |
| 3.                                                  | Kanada                                              | 0                                                   | 1                                                   | 1                                                   | 2        |
| 4.                                                  | Franciaország                                       | 0                                                   | 1                                                   | 0                                                   | 1        |
|                                                     |                                                     |                                                     |                                                     |                                                     |          |
| 5.                                                  | Egyesült Államok                                    | 0                                                   | 0                                                   | 1                                                   | 1        |
| 5.                                                  | Fidzsi-szigetek                                     | 0                                                   | 0                                                   | 1                                                   | 1        |
|                                                     |                                                     |                                                     |                                                     |                                                     |          |
| Összesen                                            | Összesen                                            | 3                                                   | 3                                                   | 3                                                   | 9        |